# Gimnosofisti

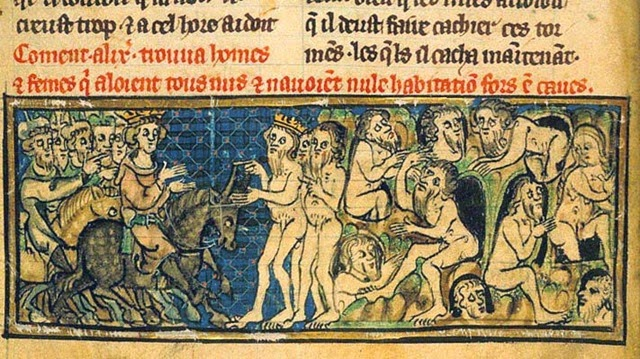
Miniatura medioevale riproducente l'incontro dei gimnosofisti con Alessandro Magno

Il termine gimnosofisti o ginnosofisti (dal latino gymnosophistae, dal greco γυμνοσοφισταί, gymnosophistaί, 'sapienti nudi') indica gli asceti e i mistici incontrati da Alessandro Magno nella sua spedizione in India.
Secondo Festugière, almeno sette autori antichi confermarono l'incontro fra Alessandro e i gimnosofisti indiani.
Questi sapienti, definiti tali anche da Giordano Bruno nel De magia, erano secondo quanto si deduce dalle fonti, dediti all'astinenza e alla meditazione; consideravano il cibo e i vestiti come ostacoli alla purezza del pensiero, e in considerazione di ciò si potrebbero accostare ai sadhu.
Onesicrito, un allievo di Diogene il Cinico, che li incontrò nel 326 a.C. su incarico di Alessandro Magno, descrive le loro dottrine filosofiche come simili agli ideali dei cinici che professavano l'ideale di una vita condotta secondo natura mettendo da parte ogni comodità propria della civiltà e disponendo liberamente del proprio corpo.
Secondo Farrand Sayre, tramite le conquiste d'Alessandro e l'espansione dell'impero macedone aumentò tra i Greci la conoscenza di varie filosofie indiane, tra cui gli insegnamenti monastici e ascetici di gruppi analoghi ai gimnosofisti; ciò favorì il sorgere del cinismo, che Sayre, a differenza d'altri, colloca nel II secolo a.C.

## Testimonianze papiracee

### P. Berol. inv. 13044
La più antica fonte che attesta il Dialogo di Alessandro con i gimnosofisti, risulta essere il Papiro di Berlino inv. 13044 e risalente al I secolo a.C., e potrebbe essere precedente al Romanzo di Alessandro di Pseudo-Callistene.
Il Papiro proviene da un cartonnage in papiro rinvenuto presso la località di Abusir el-Meleq (nel Faijum) durante uno scavo di Otto Rubensohn condotto da parte dei Musei di Berlino. Riguardo la provenienza del papiro si pensa che possa risalire ad Alessandria. Inoltre, potrebbe appartenere allo stesso cartonnage del P. Berol. Inv. 13045, 13046 e dei documenti alessandrini pubblicati nel Berliner griechische Urkunden (BGU) IV. Nonostante i papiri documentari Alessandrini siano datati al periodo augusteo, nulla impedisce che i testi letterari siano precedenti e che abbiano perso la loro importanza successivamente e in un maggior tempo rispetto ai documenti.
Se il recto ospita il Dialogo di Alessandro con i gimnosofisti seguito dal Laterculi Alexandrini, il verso del volumen è stato utilizzato per la trascrizione di una parafrasi di un poema sul ratto di Persefone (BKT 5.1, 17 = Orphicorum fragmenta 49 Kern; Pack2 1774; I a. C.); ciò suggerisce che non fosse destinato alla conservazione bibliotecaria.

### PSI VII 743
PSI VII 743 (conservato nella Biblioteca Medicea Laurenziana e di origine ignota) è  un papiro composto da otto frammenti, di cui tre sono stati riuniti formando un unico, scritti in alfabeto latino, ma in lingua greca. Il papiro risale ai secc. I-II d.C. e riporta l’analoga narrazione del Dialogo di Alessandro con i gimnosofisti del P. Berol. inv. 13044.

### Contenuto testuale e studi culturali
Il Dialogo tràdito dai papiri è stato confrontato con opere dal medesimo contenuto, tra cui: 1) Plutarco, Vite parallele. Alessandro 64, Clemente Alessandrino, Stromata 6, 38, (che possono essere considerati un unico testimone); 2) Boissonade, Anecdota Greaeca I 145/6; 3) Pseudo-Callistene, Romanzo di Alessandro; 4) Epitome di Metz. L’epitome e l’anecdotum sono risultati i testi più utili alla ricostruzione testuale.
Nella narrazione riportata dal Papiro di Berlino e dal Papiro della Società Italiana Alessandro ha catturato dieci gimnosofisti perché avevano consigliato al proprio re, Sambo, di resistergli (anche se ciò è ricostruito e non presente nel papiro). I gimnosofisti sono notoriamente saggi e il macedone vuole metterli alla prova, proponendo loro nove indovinelli, o, meglio, aporie, e minacciando di ucciderli qualora rispondano male. Arrivato al decimo e ultimo sofista e appreso che ucciderli sarebbe stato più difficile del previsto (l'intenzione di Alessandro è fin dall’inizio quella di metterli in imbarazzo e poi, presumibilmente a causa del loro fallimento, di giustiziarli tutti) il sovrano chiede all’uomo di giudicare le risposte date dagli altri. Il decimo saggio riesce a ribaltare la rete di inganni e a rinchiudervi lo stesso ideatore, costringendo, così, Alessandro a liberare tutti i gimnosofisti.
Gli indovinelli posti dal sovrano macedone sono stati studiati anche dal punto di vista culturale: Huizinga li studia nel suo saggio Homo ludens; egli ritiene che lo scopo del re macedone sia stato proprio quello di porre enigmi insolubili e di uccidere chi rispondesse nella maniera peggiore. L'ultimo dei gimnosofisti avrebbe dovuto giudicare quest’ultimo aspetto e, rispondendo alla domanda dicendo “uno è sempre peggiore dell'altro”,  il decimo gimnosofista fa fallire l'intero piano e nessuno può essere ucciso.
Per questa ragione Huizinga definisce gli enigmi del dialogo come una forma di gioco rituale, in cui la vita stessa dei gimnosofisti è messa in palio. Secondo Huizinga, questo tipo di interazione dimostra come il ludico e il filosofico si intreccino nella rappresentazione culturale del potere e della saggezza nell'antichità; chiama questi indovinelli “indovinelli sul collo” poiché ad essere messa a rischio era il collo (quindi la testa, la vita) degli uomini.

#### Il dibattito sull'appartenenza cinica della gara di indovinelli del P. Berol. inv. 13044
La tradizione della gara di indovinelli (o riddle contest), è rappresentata principalmente dal Papiro di Berlino e sebbene questa tradizione sia stata spesso etichettata come cinica, studi più recenti suggeriscono che il legame con il cinismo non sia ovvio e che probabilmente deve la sua associazione più alla tradizione di Onesicrito che a elementi intrinseci nel testo stesso.
Diversi argomenti a favore di un'origine cinica per il Papiro di Berlino sono stati confutati. La presenza del papiro in una collezione di diatribe ciniche è una prova debole, dato che è seguito da testi senza collegamento cinico evidente. Il topos del tiranno contro il saggio o l'ostilità verso Alessandro non sono caratteristiche esclusive del cinismo. Inoltre, la tipica parrhesia cinica (una verità aspra, satirica e espositiva) è assente nel papiro e le risposte agli indovinelli sembrano più esibizioni di pronta intelligenza e schiettezza che espressioni di dottrina cinica.
L'argomento più cruciale che contraddice l'attribuzione cinica del concorso di indovinelli è l'accettazione dei doni. Pertanto, la scena non mostra una specifica affiliazione filosofica, ma si basa su elementi folkloristici e sul contrasto tra il potere mondano e la saggezza

#### Il dono
La versione del Papiro di Berlino (P. Berol. inv. 13044) dell'incontro tra Alessandro e i gimnosofisti si conclude in modo inaspettato: dopo aver giudicato saggi i filosofi, Alessandro ordina che vengano loro dati dei vestiti e poi li congeda; anche nel papiro, infatti vengono detti nudi. Anche altre versioni, come l'Epitome di Metz e Plutarco, menzionano una forma di donazione, sebbene non sempre specificatamente di vestiti. L'interpretazione di questo gesto è stata oggetto di dibattito. Wilcken, per conciliare il dono con l'autarchia dei gimnosofisti, collegò il dono dei vestiti all'idea che i saggi fossero cinici indiani, e che indossassero, quindi, l'amicus duplex (un doppio  mantello tipico dell'abbigliamento cinico) e null'altro. In questo modo il dono sarebbe potuto essere considerato "accettabile".
Tuttavia, studi più recenti, come quello di Philip R. Bosman, sollevano obiezioni significative a questa lettura. Bosman sottolinea che l'indumento distintivo dei cinici era il tribon, un mantello rozzo, e che l'accettazione generica di ἱματισμός (nel P. Berol. inv. 13044 e vestimenta nella latina Epitome di Metz) non si adatta bene a questa specificità. Inoltre, l'idea che i saggi accettino vestiti come ricompensa contraddice direttamente l'ideale cinico di autarchia (autosufficienza) e di distacco dai beni materiali. L'accettazione di tali doni, specialmente in una cultura in cui la saggezza è associata all'autosufficienza, potrebbe persino essere un segno di debolezza o umiliazione per i riceventi. Questo si contrappone nettamente alla tradizione di Onesicrito, dove il saggio rifiuta esplicitamente i doni di Alessandro (oro, vestiti, ecc.), definendoli "armi" del re e dimostrando una totale autosufficienza e disprezzo per i beni mondani. Per Bosman, Il dono di vestiti, dal punto di vista dell'analisi del potere e dello status, può essere visto come un "gioco di status" da parte di Alessandro, che, come il tiranno, impone un rapporto di debito e soggezione ai saggi.D'altro canto, l'assenza di un rifiuto nella tradizione papiracea rende improbabile la sua provenienza cinica, interpretando il dono di Alessandro come un "insulto finale" che priva i gimnosofisti della loro stessa identità, vestendoli con gli abiti degli oppressori.